# Hoyle Schweitzer
Hoyle Schweitzer aidé de Jim Drake est une des personnes s’attribuant la paternité de la planche à voile,  les deux hommes déposant le brevet d'invention le 27 mars 1968.